# 개학
개학(開學)은 학교 등에서 학업을 시작하는 것을 말한다. 개학일은 날씨와 기후, 문화 등에 따라 국가마다 다르지만, 북반구에서는 8월 하순부터 9월 상순, 남반구에서는 1월 하순부터 2월 하순이 많다.

## 아메리카

### 코스타리카
코스타리카는 2월 초에 개학하며 수업일수는 200일 이상이다. 교육부는 학교 달력에 200일의 유효일이 있도록 매년 날짜를 변경한다.

### 미국
미국에서는 교육 정책이 주로 주 차원과 개별 학군 차원에서 결정된다. 그러므로 특별한 개학일은 없다. 20세기 대부분의 기간에는 노동절(9월) 직후에 개학하는 것이 일반적이었고, 미국 일부 지역에서는 이것이 여전히 표준이다. 그러나 8월 초 또는 7월 말에 개학하는 것이 점점 더 일반화되었다. 예를 들어, 샌디에고 통합교육구에서는 8월 마지막 월요일에 개학한다. 뉴욕시 교육청은 노동절 연휴 다음 주에 개학한다.
상충되는 압력은 학교 첫날에 영향을 미친다. 예를 들어, 일반적으로 학년이 두 학기로 나뉘기 때문에 많은 교사들은 겨울 방학 직전 12월에 한 학기를 마치고, 1월에 수업이 재개되면 두 번째 학기를 시작하기를 원한다. 이를 위해서는 8월 중순에 학년을 시작해야 한다. 여름방학 일을 위해 청소년을 고용하는 고용주들은 주요 관광 시즌이 끝나는 9월 첫째주나 둘째주에 학년도를 시작하기를 원한다. 거의 40년 동안 버지니아에서 9월 개학일을 요구하는 법안을 추진하는 데 있어 킹스 도미니언(Kings Dominion) 놀이공원의 역할 때문에 이 법은 킹 도미니언(King Dominion)법이라고 불렸다. 학교 건물에 에어컨이 없는 경우, 연중 가장 더운 달에 개학을 하게 되면 건강과 안전상의 이유로 학교가 일찍 문을 닫을 수 있다.

## 아시아

### 대한민국
대한민국의 경우에는 1961년, 2학기제 실시 이후부터 1학기 3월 2일인 경우가 많으며, 이 날이 토요일이거나 일요일이면 다음 주 월요일에 개학한다.

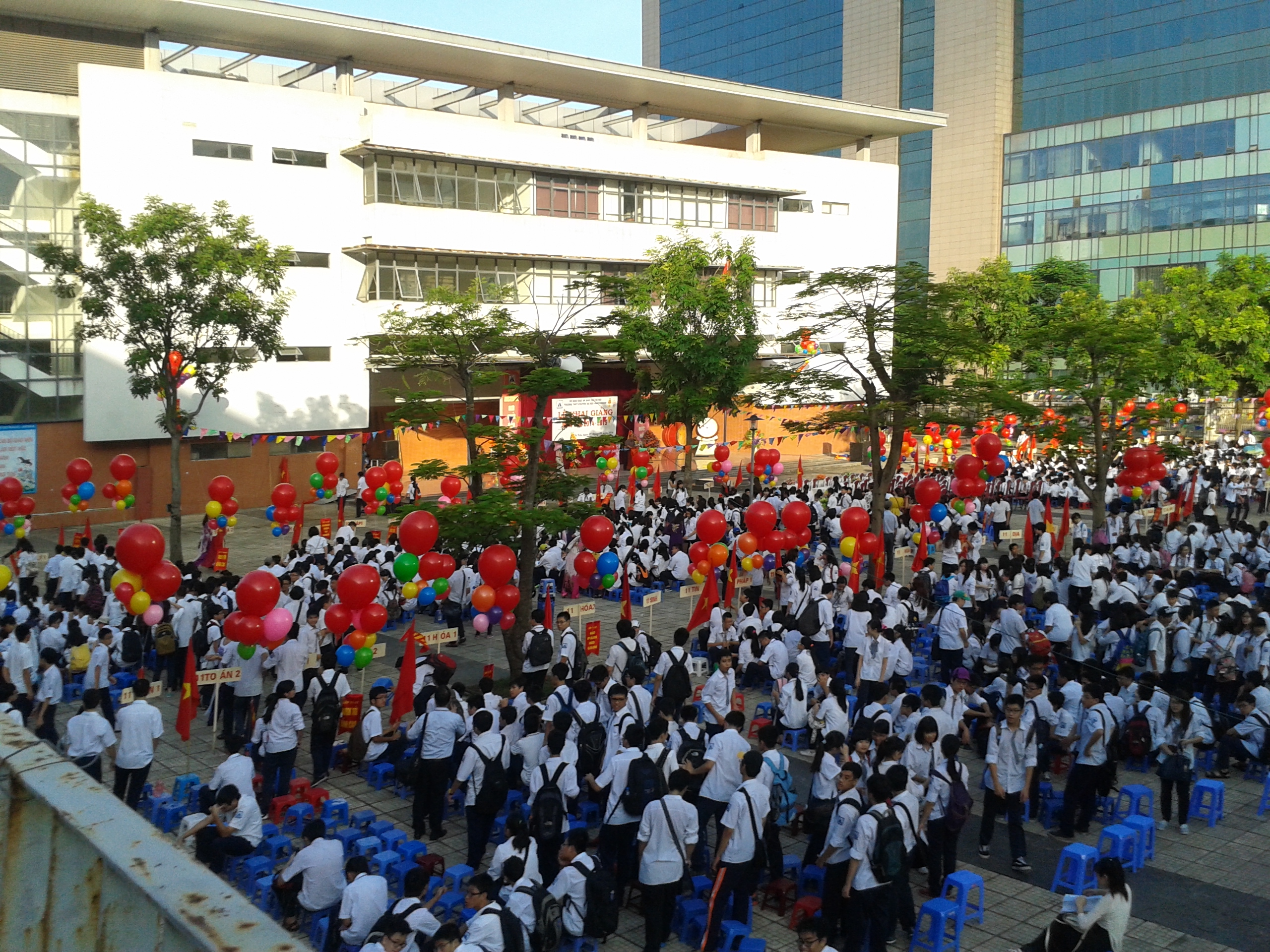
하노이의 한 고등학교 개학식 모습

| 년도            | 1학기 | 2학기        | 비고                      |
| --------------- | ----- | ------------ | ------------------------- |
| 1945년 ~ 1948년 | 9월   | 4월          | 미군정기                  |
| 1949년 ~ 1961년 | 4월   | 10월         | 대한민국 정부 수립과 함께 |
| 1962년 ~ 현재   | 3월   | 8월 또는 9월 | 5.16 군사정변 이후 현행   |

### 베트남
베트남에서는 항상 9월 5일에 개학하지만 일부 학교가 일찍 수업을 시작하여 8월에 개학하는 경우도 있다.

### 싱가포르
싱가포르에서는 학교급별로 차이가 있다. 초등학교와 중학교는 1월 초에 개학하여 대부분 11월 말에 학기를 모두 마친다. 학교 수업일수는 40주 이상이 필수이며, 하계방학은 6주간 주어진다.

### 이스라엘
이스라엘은 보편적으로 9월 1일이지만, 만약 9월 1일이 안식일(토요일)이면 2일 개학한다. 이스라엘의 학년 마지막 등교일은 학교급별로 다른데, 초등학교는 6월 30일, 중학교와 고등학교에서는 6월 20일이 마지막 날이다.

### 일본
일본에서는 3학기제의 경우, 1학기는 4월 6일경이며 지역에 따라 7일 또는 8일에 시작된다. 2학기는 9월 1일 경이며, 홋카이도 등 추운 지역은 8월 20일 경부터 시작된다. 3학기는 1월 8일 경이며, 지역에 따라 6일 또는 7일이다. 홋카이도 등 추운 지역은 1월 20일 경 시작된다. 2학기제의 경우에는 전기는 4월 6일 즈음, 후기는 10월 10일쯤 시작된다.
| 년도            | 1학기 | 2학기 | 3학기  | 비고 |
| --------------- | ----- | ----- | ------ | ---- |
| 1868년 ~ 1947년 | 4월   | 9월   | 1월 중 |      |
| 1947년 ~ 현재   | 4월   | 9월   | 1월 중 |      |

### 카타르
카타르에서는 다른 아랍 국가와 같이 9월 15일에 개학한다.

### 필리핀
필리핀에서는 설립형태에 따라 개학일에 차이가 있다. 공립학교는 보편적으로 6월 첫 번째 월요일에 개학한다. 대학교와 전문대학은 보편적으로 8월에 새 학기를 시작한다. 학교 수업일수는 200일 이상이 필수이며 220일보다는 적어야한다.

## 아프리카

### 남아프리카
남아프리카 공화국에서는 학년이 1월 중순에 시작되어 같은 해 12월 초에 끝난다.

## 오세아니아

### 뉴질랜드
뉴질랜드에서는 일반적으로 1월 마지막 주나, 2월 첫째 주에 개학한다.

### 파푸아뉴기니
파푸아뉴기니에서는 일반적으로 1월 셋째 주에 개학한다.

### 호주
호주에서는 보편적으로 2월 1일에 개학하지만 지역별, 공립과 사립 등의 설립형태별로 차이가 있다.

### 남태평양
대부분의 남태평양 지역 국가들이 일반적으로 2월 11일에 개학한다.

## 유럽

### 영국
잉글랜드와 웨일스에서는 일부 차이가 있으나 보편적으로 9월 첫째 주에서 둘째 주에 개학한다. 스코틀랜드에서는 보편적으로 8월 중에 개학한다.

## 특수한 사례
다음은 본래 국가별로 보편적인 개학일보다 미루어지거나 앞당겨지는 사례이다.
- 자연재해, 재난, 감염병
  - 2011년 : 도호쿠 지방 태평양 해역 지진 - 지진의 영향으로 인해 일본에서는 2011학년도의 개학을 4월 말에 실시하였다.
  - 2020년 : 코로나19 범유행 - 감염병의 영향으로 인해, 2020년 3월 17일 기준, 전 세계적으로 8억 5천만명이 개학 연기, 휴교, 휴업 등으로 비대면 교육을 받거나, 교육을 받지 못하고 있다.[1][2]

## 같이 보기
- 학교